# Hipótesis del hidrógeno
La hipótesis del hidrógeno es un modelo propuesto por William Martin y Miklós Müller en 1998 que describe una posible forma por la cual una mitocondria se desarrolló dentro de la primera célula eucariota en el marco de la teoría endosimbiótica.
Según la hipótesis del hidrógeno, la primera célula eucariota no apareció como consecuencia de que una primitiva célula huésped ingiriera una bacteria primitiva y que esta, al no ser digerida completamente, se convirtiera finalmente en una mitocondria tal como la teoría endosimbiótica actual sostiene. En lugar de esto, sugiere que el huésped, una archaea metanógena que utilizaba hidrógeno y dióxido de carbono, produciendo metano, y una bacteria anaerobia facultativa (la futura mitocondria que produce hidrógeno y dióxido de carbono como subproductos de la respiración anaerobia), comenzaron una relación simbiótica basada en la dependencia del hidrógeno producido por el huésped (simbiosis anaerobia).
La idea se originó cuando Martin asistió a una charla de Müller sobre hidrogenosomas. Estas son mitocondrias anaerobias que producen ATP y grandes cantidades de hidrógeno y dióxido de carbono. Una de las diapositivas que presentó Müller mostraba un grupo de metanógenos alrededor de un hidrogenosoma dentro de una célula eucariota que habían invadido.
Esta hipótesis, si es correcta, implica que los eucariotas son quimeras con ascendencia archaeana y bacteriana. Además implica que los eucariontes aparecieron después de que los procariontes se desarrollaran. Esto contrasta con las teorías actuales que asumen que Archaea y Eukarya se separaron antes de que aparecieran los grupos modernos de archaea. La hipótesis del hidrógeno predice además que no existieron nunca eucariontes primitivos que carecieran de mitocondrias, en contraste con otras teorías actuales, que consideran la existencia de tales células.